# Praga T-6
Praga TH (po 1939 r. oznaczany jako T-6) – czechosłowacki gąsienicowy ciągnik artyleryjski z okresu II wojny światowej.

## Historia konstrukcji
W 1937 roku w zakładach Českomoravská Kolben Daněk w Pradze opracowano gąsienicowy ciągnik artyleryjski, który otrzymał oznaczenie TH. Pojazd rozpoczęto produkować w dużych ilościach początkowo dla armii czechosłowackiej, ale także z przeznaczeniem na eksport. W latach 1937–1939 wyeksportowano do Turcji 434 ciągniki tego typu, od ciągników produkowanych dla armii czechosłowackiej, różniły się one zastosowaniem słabszego silnika. Taki sam ciągnik wysłano do Peru. 
Po zajęciu Czechosłowacji przez Niemcy, cała produkcja została przejęta przez armię niemiecką, w tym także ciągniki, które miały być wyeksportowane do Portugalii (zamówionych było 30 pojazdów) i Szwecji. W kolejnych latach produkcję kontynuowano. W 1941 roku 221 pojazdów tego typu zakupiła Rumunia. Pojazdy przejęte przez Wehrmacht otrzymały oznaczenie Mittlerer Raupenschlepper T 6(t). 
Łącznie w latach 1937–1944 zbudowano ponad 900 ciągników artyleryjskich tego typu.
W armii słowackiej podjęto próbę zamontowania na tym ciągniku działa przeciwpancernego kal. 75 mm i przekształcenia go w samobieżne działo przeciwpancerne, ale ostatecznie zrezygnowano z tego.

## Użycie
Ciągniki artyleryjskie TH zbudowane w latach 1937–1939 znalazły się na wyposażeniu armii czechosłowackiej. Po zajęciu Czechosłowacji przez Niemcy, większość z tych ciągników zostało przejętych przez Wehrmacht. 30 ciągników tego typu znalazło się na wyposażeniu armii słowackiej. Armia słowacka później otrzymała jeszcze 8 pojazdów tego typu od Wehrmachtu.
Ciągniki tego typu w ilości 434 sztuk były na wyposażeniu armii tureckiej, która zakupiła je w latach 1937–1939. Oprócz tego ciągniki TH były w posiadaniu armii rumuńskiej, która w 1941 roku zakupiła 221 pojazdy, a także później otrzymała jeszcze 130 od Niemiec. Jeden ciągnik tego typu wysłano do Peru. 
Także ciągniki tego typu zostały zamówione w 1941 roku przez Portugalię w ilości 30 sztuk oraz Szwecję, ale ostatecznie nie otrzymały ich, a zbudowane już pojazdy przejęli Niemcy.

## Opis pojazdu
Ciągnik artyleryjski T-6 został zbudowany na podwoziu gąsienicowym, posiadał zakrytą kabinę załogi, a przedział ładunkowy kryty brezentem. Wyposażony był w silnik benzynowy, 6-cylindrowy, chłodzony wodą, o mocy 110 KM, a w wersji eksportowej 75 KM. Nie był opancerzony. Przystosowany był do holowania przyczepy lub działa o masie do 6000 kg i mógł przewozić ładunek o masie 1000 kg.